# Естествознание в школе
Естествозна́ние в школе — учебный предмет по изучению естественных наук, предназначенный для формирования у учащихся целостного представления об окружающем мире.

## По странам

### Россия
В 1920—1950-х годах курс естествознания изучался в советских школах, а его содержание имело ярко выраженную практико-ориентированную направленность. В 1960—1970-х годах курс естествознания в школе был ликвидирован в связи с реализацией идеи повышения теоретического уровня образования.
Начиная с 1990-х годов учебный предмет «Естествознание» вводился в начальную, основную и старшую (среднюю) школу. В начальной и основной школе он применялся с пропедевтической целью, и наряду с природоведением готовил школьников к изучению отдельных естественно-научных дисциплин в старшей школе. Среди них преобладали курсы, построенные по модульному принципу. В этом случае соответствующий модуль, например физики, преподавал учитель физики в кабинете физики. Также обстояло дело с другими естественно-научными дисциплинами. Основным недостатком такого преподавания было дублирование школьных предметов, например географические знания школьники изучали и в курсе географии, и в курсе естествознания. С 2015 данный предмет был исключён из федерального базисного учебного плана.
В старшей школе учебный предмет «Естествознание» имел мировоззренческую направленность и вводился в гуманитарных классах. Цель дисциплины в этом случае — сформировать у учащихся научное мировоззрение, единство взглядов на природу, представление о роли естествознания в культуре и знание о научном методе познания. Общая особенность таких курсов заключалась в том, что знания естественно-научных дисциплин применялись для иллюстрации методологических идей, позволяли раскрыть сущность научного метода исследования, классического и современного взглядов на мир, симметрию законов и прочее.
Естествознание как предмет, изучаемый по выбору, имеет несколько вариантов. В одной и той же школе учащиеся могут постигать несколько разных в идейном и содержательном отношении одноимённых курсов. Это позволяет школьникам с помощью учителей вовремя определиться и выбрать курс в соответствии с интересами и профессиональными намерениями. В настоящее время построение образовательного процесса на старшей ступени общеобразовательной школы в России осуществляется в соответствии с концепцией профильного обучения. В качестве основных выделяют 4 профиля обучения: естественно-математический, технологический, социально-экономический, гуманитарный.
В первых двух профилях отдельные естественно-научные дисциплины являются профильными общеобразовательными предметами и изучаются углублённо. В последних двух профилях изучается интегрированный предмет «Естествознание», на который отводится не более 3 часов в неделю. Такое же состояние дел в «универсальном» непрофильном обучении, в котором «Естествознание» изучается 5 часов в неделю. Главные требования к содержанию и структуре курса естествознания в России для старшей профильной школы изложены в ФГОС.

### Китай
Качество образования в Китае страдает из-за того, что в обычном классе обучается от 50 до 70 учеников. С более чем 200 миллионами студентов Китай имеет самую большую систему образования в мире. Однако только 20 % учащихся завершают десятилетнюю программу обучения.
Как и во многих других странах, учебная программа по естественным наукам включает курсы физики, химии и биологии. Естествознанию уделяется первостепенное внимание, и оно осуществляется с помощью учебников, составленных комитетами учёных и преподавателей. Естествознание в Китае уделяет большое внимание запоминанию и гораздо меньше внимания решению проблем, применению принципов в новых ситуациях, интерпретациям и предсказаниям.

### Великобритания
В английских и валлийских школах наука является обязательным предметом в национальной учебной программе. Все ученики в возрасте от 5 до 16 лет должны изучать естественные науки. Обычно науку преподают как отдельный предмет до 6 класса, а затем он делится на отдельные уровни по конкретным предметам (физика, химия и биология). Правительство выразило желание, чтобы с сентября 2008 года учащимся, достигшим 14-летнего возраста, была предоставлена возможность изучать три отдельные науки. В Шотландии предметы делятся на химию, физику и биологию и изучаются в возрасте 13-15 лет.
В сентябре 2006 года в школах Великобритании была введена новая научная программа обучения «Наука 21 века» (англ. 21st Century Science). Она была призвана «дать всем 14-16-летним ценный и вдохновляющий научный опыт». В ноябре 2013 года проведённый Офстедом обзор естественных наук в школах показал, что преподавание практических наук не считается достаточно важным.

### США
Во многих штатах США педагоги, преподающие предметы ступени начального и среднего образования, должны придерживаться жёстких стандартов или рамок того, какой материал должен преподаваться в каких возрастных группах. Это часто приводит к тому, что учителя спешат «раскрыть» материал, не «обучая» ему по-настоящему. Кроме того, часто упускается из виду научный процесс, включая такие элементы, как научный метод и критическое мышление. Такой акцент может привести к тому, что учащиеся сдадут стандартзированные тесты, не развив при этом навыков решения сложных задач. Хотя на уровне колледжа американское естествознание, как правило, менее регламентировано, в действительности же оно более строгое, и преподаватели и профессора раскрывают больше материала за один и тот же промежуток времени.